# Good Thunder
Good Thunder – miasto w Stanach Zjednoczonych, w stanie Minnesota, w hrabstwie Blue Earth.